# Matúš Kocian
Matúš Kocian (* 11. října 1969 Trnava) je slovenský biolog, entomolog a ilustrátor vědeckých publikací a římskokatolický kněz působící v Česku. Objevil na čtyři desítky nových živočišných druhů, ilustroval řadu odborných knih a článků.

## Studia
Absolvoval gymnázium v Praze-Libni, vystudoval Přírodovědeckou fakultu UK, obor systematická zoologie, postgraduální studium dokončil na Lesnické fakultě ČZU v Praze. V letech 2000–2006 vystudoval teologii na Katolické teologické fakultě UK v Praze a Papežské lateránské univerzitě v Římě.

## Svěcení
Dne 3. září 2005 byl vysvěcen na jáhna (a k témuž datu ustanoven k jáhenské službě v ŘKF Kolín) a 24. června 2006 v katedrále sv. Víta obdržel z rukou kardinála Miloslava Vlka, arcibiskupa pražského, kněžské svěcení.

## Duchovní funkce
Od 1. července 2008 působil v Českém Brodě (kde mj. sestavil a sepsal Farní kroniku 2008–2015), při založení duchovní správy ČZU (1. března 2012) byl pověřen jejím řízením (jako rektor). Je kanovníkem Kolegiátní kapituly Všech svatých na Hradě pražském (jmenován a ustanoven od 1. ledna 2017, slavnostní instalace 28. ledna 2017).
Od 1. ledna 2017 byl administrátorem farnosti při kostele sv. Matěje v Praze-Dejvicích, kde v letech 1971–2002 působil Mons. Jan Machač. Farářem zde ustanoven od 1. července 2019. Do funkce jej uvedl při slavnostní mši sv. 2. srpna 2019 Mons. Zdenek Wasserbauer.